# Мурмокайте, Раймонда
Раймонда Мурмокайте (лит. Raimonda Murmokaitė, 17 июля 1959) — литовский дипломат. Постоянный представитель Литвы при ООН (2012). Председатель контртеррористического комитета Совета Безопасности ООН. Председатель Совета Безопасности ООН с февраля 2014 по май 2015.

## Биография
В 1982 году окончила Вильнюсский университет, романо-германская филология. Училась по программе государственного управления в Монтерёйском институте международных исследований по программе Чивенинг дипломатии и исследованиям в области безопасности в Бирмингемском университете. Госпожа Мурмокайте владеет английским, французским, итальянским, литовским и русским языками.
20 лет проработала в министерстве иностранных дел Литвы, где занимала должности начальника Западноевропейского отдела и Отдела планирования политики, а также директора Департамента по делам Америки, Африки, Азии и Океании и посла по особым поручениям при Канцелярии министра.
В 2009—2012 годах — директор Департамента по делам ООН, международных организаций и прав человека.
В 1998—2001 годах — советник при посольстве Литвы в Италии.
В 2004—2008 годах — заместитель Постоянного представителя Постоянного представительства Литвы при Организации Объединенных Наций в Нью-Йорке.
С октября 2012 года — Постоянный представитель Литвы при Организации Объединенных Наций.